# Ministerio de Energía y Minas (República Dominicana)
El Ministerio de Energía y Minas de la República Dominicana es el organismo de Estado encargado del desarrollo responsable del sector energético y de la minería nacional. Se preocupa por mantener una infraestructura energética confiable y preservar una adecuada explotación de los minerales del territorio nacional.
Su creación en 2013 desliga del Ministerio de Industria y Comercio todas las atribuciones relativas a energía y minería. Su sede se encuentra en el Centro de los Héroes de Santo Domingo. Su ministro es Antonio Almonte, desde el 16 de agosto de 2020.

## Historia
Para 1920, la electricidad en República Dominicana provenía de empresas de inversión extranjera. En 1928 se crea la Compañía Eléctrica de Santo Domingo, dando inicio al sistema eléctrico nacional. Durante los años 1954-1955, el Gobierno se interesó en adquirir compañías de generación y distribución eléctrica y creó la Corporación Dominicana de Electricidad (CDE) en 1955 mediante el decreto n.º 555.
En 1966 se crea la Secretaría de Estado de Industria y Comercio (anteriormente Secretaría de Estado de Trabajo e Industria). En este organismo se centraban, además de las que su nombre indica, las atribuciones en materia de energía y minas. En 1971 se firma la Ley n.º 146-71 sobre minería.
En 2013, mediante la Ley n.º 100-13, se crea formalmente el Ministerio de Energía y Minas como órgano regulador de la política energética y de la minería nacional.

## Estructura
Al igual que los demás Ministerios de República Dominicana, el de Energía y Minas está subdividido en viceministerios. Estos son:
- Viceministerio de Ahorro Energético Gubernamental
- Viceministerio de Energía
- Viceministerio de Energía Nuclear
- Viceministerio de Hidrocarburos
- Viceministerio de Minas
- Viceministerios de Seguridad Energética e Infraestructura

## Organismos adscritos
El Ministerio de Energía y Minas tiene las siguientes entidades adscritas:
- Comisión Nacional de Energía (CNE)
- Superintendencia de Electricidad (SE)
- Dirección General de Minería (DGM)
- Servicio Geológico Nacional

La Corporación Dominicana de Empresas Eléctricas Estatales (CDEEE) fue liquidada mediante el decreto n.º 342-20, pasando sus atribuciones directamente al Ministerio de Energía y Minas.